# Tarhankutski poluotok
Tarhankutski poluotok (ukr. Тарханкутський півострів, rus. Тарханкутский полуостров, krim. tat. Tarhanqut yarımadası) je poluotok  u Ukrajini, na crnomorskoj obali poluotoka Krima, koji je pod ruskom okupacijom. Njegova sjeverna obala je južna obala Karkinitskog zaljeva. Njegova najzapadnija točka je rt Prybiynyi ; južno od njega je rt Tarhankut. Poluotok prekrivq gorje Tarkhankut.

## Geografija

### Rt Tarkhankut
Rt Tarkhankut je jugozapadni rt poluotoka. Na rtu se nalazi svjetionik Tarkhankut.

### Tarhankutska uzvisina
Tarhankutska uzvisina je uzvisina koja čini poluotok Tarkhankut.
Vjetroelektrana Tarkhankut nalazi se uz jezero Donuzlav na uzvisini Tarkhankut.
Jezero Donuzlav (ukr. Донузлав) je slano jezero koje je brodskim kanalom povezano s Crnim morem i nalazi se na južnim obalama poluotoka.

## Povijest

### Rusko-ukrajinski rat
Tijekom rusko-ukrajinskog rata, ruske oružane snage stacionirale su 3. radiotehničku pukovniju u regiji. Područje je također opremljeno raketnim protuzračnim sustavom S-400. Dana 23. kolovoza 2023. ukrajinska vojska je zračnim udarom uspješno uništila ovaj raketni sustav.